# Niuki (obwód witebski)
Niuki (biał. Ніўкі; ros. Нивки, Niwki) – wieś na Białorusi, w obwodzie witebskim, w rejonie lepelskim, w sielsowiecie Domżarycy. W 2009 roku liczyła 7 mieszkańców.